# Ruud Hendrickx
Ruud Hendrickx (Tienen, 17 januari 1964) is een Belgische taalkundige. 
Hendrickx studeerde Germaanse filologie (Nederlandse en algemene taalkunde) aan de Katholieke Universiteit Leuven. Van 1988 tot 1990 was hij medewerker van professor Guido Geerts. In 1990 ging Hendrickx bij de Vlaamse Radio- en Televisieomroeporganisatie (VRT) werken. Hij werd er eerst eindredacteur op de afdeling Vertaling en Ondertiteling. In 1998 werd hij er taaladviseur.
Hendrickx werkte onder meer aan het Taalcharter, waarin advies en richtlijnen voor het taalgebruik bij de VRT zijn opgenomen en waarin de omroep streeft naar zorg voor de standaardtaal, waarin bepaalde Belgisch-Nederlandse taalvarianten in de woordenschat, grammatica en uitspraak geaccepteerd worden. Mede onder zijn impuls ontstond een bicentrische visie op de Nederlandse standaardtaal, waarbij Nederlands-Nederlands en Belgisch-Nederlands twee gelijkwaardige nationale variëteiten van het Nederlands vormen.
In mei 2009 werd Hendrickx aangesteld als Vlaams hoofdredacteur van het Van Dale Groot woordenboek van de Nederlandse taal. Hij schreef het Stijlboek VRT en de boekjes met taaltips Juist! en Juist is Juist. In 2023 publiceerde hij samen met Rick de Leeuw Het Grote Ontbreekwoordenboek. 
Hendrickx is lid van het Taaladviesoverleg en de Commissie Aardrijkskundige Namen van de Nederlandse Taalunie. 
In 2022 werd Hendrickx adviseur programma-ethiek bij de VRT. Geertje Slangen volgde hem op als taaladviseur.